# Esmeralda (Notre-Dame de Paris)
Esmeralda è la protagonista femminile del romanzo Notre-Dame de Paris, scritto da Victor Hugo.

## Biografia
Esmeralda, il cui vero nome è Agnès, nasce a Reims da una prostituta, Paquette "la Chantefleurie", ma a pochi mesi di vita viene rapita da alcuni romaní e cresciuta dal loro re Clopin Trouillefou che diverrà per lei un fratello maggiore.
All'età di 16 anni, Esmeralda, chiamata così perché porta sempre al collo una collana di pietre verdi, arriva a Parigi con il padre adottivo e la popolazione romaní, dove si guadagna da vivere ballando per le strade suonando un tamburello e facendo eseguire dei giochi di prestigio alla sua capretta Djali. A causa della sua esotica bellezza, la giovane romaní conquista il cuore dell'arcidiacono Claude Frollo, che non potendo esprimere i suoi veri sentimenti essendo un sacerdote cattolico, la fa rapire da Quasimodo, il deforme campanaro della Cattedrale di Notre-Dame e, ironia della sorte, la stessa persona che da neonato venne lasciato al suo posto nella casa della Chantefleurie il giorno che venne rapita. Esmeralda però viene salvata da Phoebus de Chateaupers, il capitano degli arcieri reali, del quale si innamora a prima vista. La stessa notte del tentato rapimento da parte di Quasimodo, Esmeralda si sposa col poeta di strada Pierre Gringoire (che alla fine del libro salverà Djali e lascerà Esmeralda al suo destino), entrato misteriosamente nella Corte dei Miracoli, il luogo dove si rifugiano i romaní, ma non ha intenzione di cedere alle sue avances: infatti lei l'ha sposato soltanto per salvarlo dall'impiccagione, poiché il suo cuore è già stato rubato dall'affascinante capitano.
La giovane riuscirà infine ad avere la sua tanto attesa storia d'amore con Febo, che verrà però pugnalato dal geloso arcidiacono. Esmeralda verrà quindi accusata di stregoneria poiché Frollo aveva usato il suo pugnale nel tentativo di uccidere il capitano. Dopo un lungo processo e la tortura dello stivaletto, la ragazza viene condannata a morte tramite l'impiccagione. Il giorno della sentenza, Frollo propone ad Esmeralda un patto: se avesse accettato di diventare sua l'avrebbe liberata, ma la zingara rifiuta sapendo che è l'arcidiacono il vero assassino. Un attimo dopo arriva Quasimodo che la porta nella cattedrale chiedendo asilo per lei. Dopo averla salvata, il campanaro spiega ad Esmeralda il motivo del suo eroico gesto: le è grato del fatto che gli aveva dato dell'acqua quando doveva essere fustigato, ma non ha il coraggio di confessarle l'amore che prova per lei perché sa che, come tutti, lo considera un mostro. Intanto Phoebus non si presenta a scagionarla nemmeno dopo la prima condanna, persuaso della colpevolezza di lei e forse per non perdere la faccia.
Nel frattempo i gitani tentano di liberare la loro beniamina assalendo Notre-Dame ma durante la confusione Esmeralda viene aiutata a fuggire dalla cattedrale da Gringoire e da un suo compagno incappucciato, che si rivela essere Frollo. L'arcidiacono le rifà la sua proposta ottenendo un altro rifiuto. Frollo affida allora Esmeralda ad una reclusa che odia anch'ella i romaní mentre lui corre ad avvertire le guardie. La reclusa, che si era fatta chiudere anni addietro in una torre pregando giorno e notte affinché le fosse restituita sua figlia rapita dai romaní, riconosce Esmeralda come sua figlia Agnés e tenta di difenderla dalle guardie: queste tuttavia la uccidono involontariamente e la portano al patibolo dove viene impiccata. Il corpo di Esmeralda viene deposto nella cripta di un cimitero non lontano da Parigi, che Quasimodo decide di raggiungere per poter morire accanto all'ultima delle persone che aveva amato.
Sono stati ricreati alcuni adattamenti del personaggio: i più popolari nel film Disney del 1996 e nel musical di due anni dopo.

## Altri media
Da questo classico della letteratura sono stati realizzati molti film e cartoni animati: tra le attrici più famose che hanno dato il loro volto al personaggio di Esmeralda vengono ricordate Patsy Ruth Miller, Theda Bara, Maureen O'Hara, Gina Lollobrigida, Michelle Newell, Lesley-Anne Down, Salma Hayek.
È stata interpretata anche da Lola Ponce, Rosalia Misseri, Chiara Di Bari, Ilaria Andreini, Leyla Martinucci, Sabrina De Siena, Claudia Paganelli, Alessandra Ferrari, Federica Callori, Tania Tuccinardi ed Elhaida Dani nella versione italiana dello spettacolo di Riccardo Cocciante Notre Dame de Paris, mentre si ricordano Helene Segara e Hiba Tawaji nella versione francese.

### Versione Disney

Esmeralda nel primo film Disney.

Altrettanto famoso è il film d'animazione Disney Il gobbo di Notre Dame, dove la bella zingara viene doppiata da Demi Moore (dialoghi) e Heidi Mollenhauer (canto), da Mietta nella versione italiana. Il personaggio appare anche nel sequel Il gobbo di Notre Dame II, nel quale ha la voce di Franca D'Amato.
Nell'adattamento Disney, Esmeralda si mostra come una rom gentile, premurosa, indipendente, astuta, schietta, morale, impavida e spiritosa che è disposta ad aiutare gli altri bisognosi. Viaggia di città in città, portando in giro i suoi spettacoli di atletismo, danza e illusionismo, sempre accompagnata dalla sua capra domestica Djali. Pur sembrando una persona sensuale e dallo spirito libero, si preoccupa di Dio e della religione attraverso la sua canzone "Dio fa' qualcosa", ma non è una fanatica, come lo è Frollo. Il più grande desiderio di Esmeralda è vedere emarginati come Quasimodo e i suoi compagni rom essere accettati nella società e trattati come persone. È uno dei pochi personaggi del film in grado di guardare oltre le apparenze fisiche, insieme all'Arcidiacono e molto probabilmente a Febo, ed è la prima persona a fare amicizia con Quasimodo. Sa vivere con dimestichezza per strada e riesce a superare in astuzia ed eludere le guardie di Frollo più e più volte, prima ancora che Febo le trattenga. Inoltre diffida molto di quest'ultimo in quanto soldato, innamorandosi di lui solo in un secondo momento. Come in quasi ogni adattamento, in questo film è una giovane donna di poco più di 20 anni, non un'adolescente come nel romanzo.
L'affascinante zingara attira l'attenzione di tre uomini nel corso del film. Quasimodo è il primo ad innamorarsi, in quanto lei, durante la Festa dei folli, lo slega e prende le sue difese, risparmiandogli ulteriori prese in giro, maltrattamenti e umiliazioni. Frollo, ossessionato dalla gitana, l'accusa di stregoneria, per poi offrirle la possibilità di scampare dalla morte sul rogo accettando di vivere con lui (perché il ministro la brama carnalmente), ma, per risposta, riceve solo uno sputo in faccia. Esmeralda viene salvata dal disilluso Quasimodo, di cui non s'innamorerà mai, corrispondendo i sentimenti di Febo (per aver dimostrato un grande coraggio, essendosi ribellato a Frollo).
Nel secondo film, la zingara, sposata con il capitano, ha un figlio di nome Zephyr. È il personaggio che principalmente aiuta Quasimodo, innamorato di Madeleine, nei suoi affari di cuore.
La rivediamo nella serie televisiva House of Mouse - Il Topoclub e nella saga di videogiochi Kingdom Hearts.
Esmeralda è stata inoltre un membro ufficiale delle Principesse Disney nei primi anni del franchise, ma venne presto rimossa dalla linea insieme al personaggio di Trilli, in quanto venne ritenuto che le due fossero poco adatte all'immagine del brand. Ciononostante Esmeralda appare comunque in alcuni prodotti Disney Store, seppure molto meno frequentemente rispetto ad altre eroine Disney.